# Araponga
Araponga is een gemeente in de Braziliaanse deelstaat Minas Gerais. De gemeente telt 8.328 inwoners (schatting 2009).
Ten oosten van Araponga ligt het Staatspark Serra do Brigadeiro.

## Aangrenzende gemeenten
De gemeente grenst aan Canaã, Ervália, Fervedouro, Jequeri, Miradouro, Pedra Bonita en Sericita.

## Verkeer en vervoer
De plaats ligt aan de weg BR-482.